# Selaginella radicata
Selaginella radicata là một loài dương xỉ trong họ Selaginellaceae. Loài này được hort. ex Alston mô tả khoa học đầu tiên..
Danh pháp khoa học của loài này chưa được làm sáng tỏ. 